# CBN Rio de Janeiro
CBN Rio de Janeiro é uma emissora de rádio brasileira sediada na cidade do Rio de Janeiro, capital do estado homônimo. Opera no dial FM, na frequência 92,5 MHz, e é uma emissora própria da CBN, e cogeradora da sua programação com a CBN São Paulo. Seus estúdios estão localizados na sede da Editora Globo na Cidade Nova, e seus transmissores estão no alto do Morro do Sumaré, no bairro do Rio Comprido.

## História
A emissora foi fundada em 1.º de outubro de 1991, a partir da criação da Central Brasileira de Notícias, rede de rádio do Sistema Globo de Rádio voltada para o jornalismo e esportes. Operava inicialmente no AM 1180 kHz, em substituição à antiga Rádio Eldorado.
Em 1993, passou a operar simultaneamente em 860 kHz no lugar da Rádio Mundial, passando a utilizar apenas esta frequência em 1996. Em 5 de julho de 2005, a CBN Rio de Janeiro passou também a operar em FM, através da frequência 92,5 MHz, em substituição à Globo FM, que saiu do ar após 32 anos de operação.
Em 31 de março de 2018, a emissora deixou a antiga sede do Sistema Globo de Rádio no Edifício Armando Queiroz, localizada no bairro da Glória, e transferiu-se para novas instalações no 4.º andar do edifício-sede da Editora Globo, inaugurado em 2017 na Cidade Nova. A emissora passou então a ter operação conjunta com as redações dos jornais O Globo e Extra,  e outras publicações da editora.
Em agosto de 2018, o Sistema Globo de Rádio comunica o desligamento de suas rádios AM, incluindo a frequência da CBN Rio, que passariam a operar somente com suas frequências no FM. Inicialmente, o desligamento aconteceria em 1.º de setembro, sendo adiado para às 0h do dia 3. O desligamento da 860 kHz ocorreu por volta das 8h da manhã.